# St. Xystus (Büchenbach)

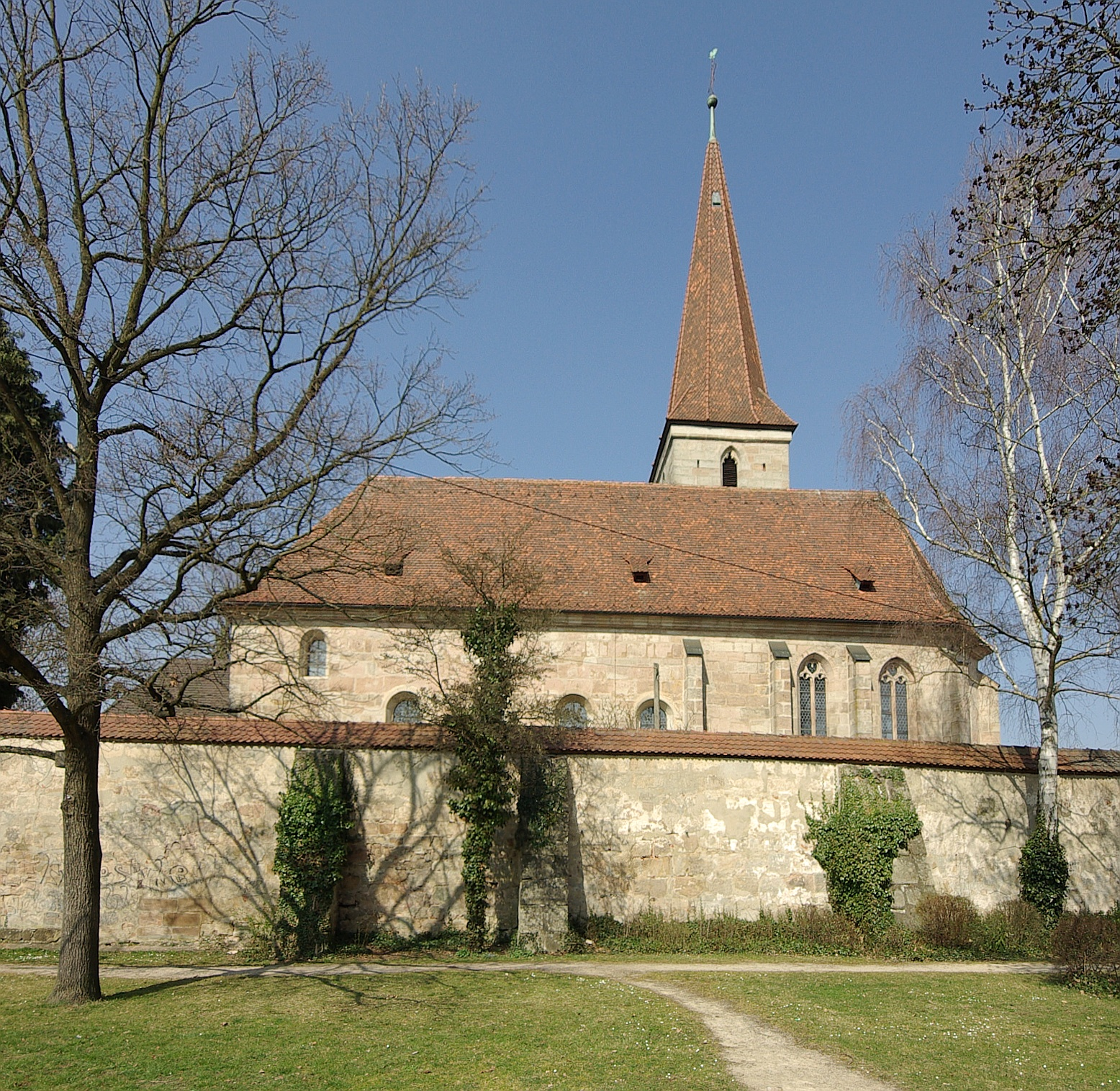
Außenansicht der Pfarrkirche St. Xystus von Süden

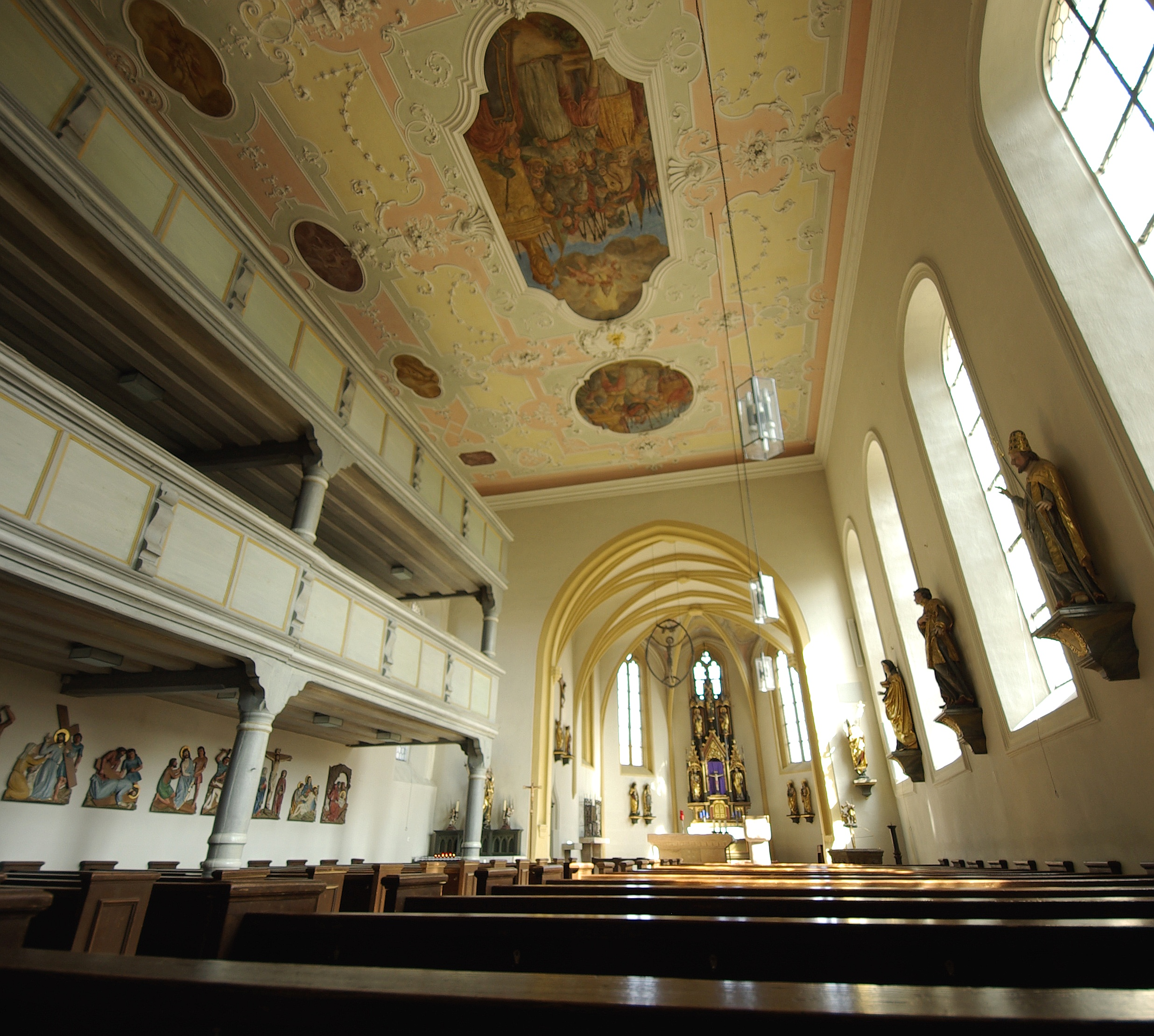
Innenraum

Die Pfarrkirche St. Xystus (auch St. Xystos und St. Sixtus) in Büchenbach ist der älteste römisch-katholische Kirchenbau Erlangens. Die Wehrkirche geht im Kern auf einen gotischen Bau aus dem 14. oder 15. Jahrhundert zurück. Ein nicht mehr erhaltener Vorgängerbau wurde bereits Ende des 10. Jahrhunderts erstmals urkundlich erwähnt. Das Gotteshaus ist dem heiligen Sixtus II. (Gedenktag: 7. August) geweiht. Es ist als Baudenkmal mit der Nummer D-5-62-000-810 beim Bayerischen Landesamt für Denkmalpflege eingetragen.
Die katholische Pfarrei St. Xystus – eine Urpfarrei, deren Gebiet ursprünglich unter anderem das aller heutigen Erlanger Pfarreien einschloss – umfasst den ursprünglichen Ortskern von Büchenbach mit den Dörfern Steudach, Kosbach und Häusling sowie die Filialgemeinde St. Albertus Magnus in Frauenaurach mit den Dörfern Kriegenbrunn, Hüttendorf und Teilen von Schallershof. Die Pfarrei gehört zum Seelsorgebereich Erlangen Nordwest im Dekanat Erlangen der Erzdiözese Bamberg.

## Lage und Umgebung
Die Wehrkirche befindet sich am südlichen Ortsrand von Büchenbach inmitten des leicht erhöht gelegenen Kirchhofs. Dieser ist von einer drei bis vier Meter hohen mittelalterlichen Mauer umschlossen. Sie ist bis auf den Ostteil original erhalten; letzterer wurde im Jahr 1951 rekonstruiert. Der umgebende Wassergraben wurde im 19. Jahrhundert verfüllt und ist daher nur noch teilweise erkennbar. Von Norden gelangt man über eine steinerne Brücke mit einer Sandsteinstatue des heiligen Johannes Nepomuk aus dem 1746 sowie ein rundbogiges Tor in den Innenbereich. Dieser wurde früher als Friedhof genutzt und im Jahr 1952 eingeebnet.

## Geschichte

### Pfarrgeschichte
Bereits in einer Urkunde aus dem Jahr 996, in dem Kaiser Otto III. die Schenkung des Königshofs Büchenbach bestätigte, ist von ecclesiis (also von einer Kirche) die Rede. Ob dies tatsächlich auf die Existenz eines Kirchengebäudes zu dieser Zeit hindeutet, ist allerdings offen. Bis 1008 war Büchenbach dem Bistum Mainz, anschließend bis zur Neuordnung der Diözesen durch das Königreich Bayern im Jahr 1807 dem Bistum Würzburg zugeordnet. Ursprünglich gehörte sie zum Archidiakonat Rangau, nach dessen Teilung im Jahr 1453 zum Landkapitel Langenzenn und ab 1621 zum Landkapitel Schlüsselfeld. Nachdem Büchenbach schon lange vom Bamberger Bischof beansprucht wurde, sprach man die Pfarrei im Jahr 1401 zum bambergischen Domkapitel zu. Dessen Dompropst hatte endgültig ab 1525 das Präsentationsrecht inne und nahm den Kirchenzehnt ein. Er übergab die Pfarrei stets an ein Mitglied des Domkapitels, den sogenannten „Oberpfarrer“, der wiederum den Ortsgeistlichen präsentierte. Die erste namentliche Nennung eines Pfarrers von Büchenbach stammt aus dem Jahr 1348.
Die Urpfarrei schloss wohl bis 1271 das Kloster Frauenaurach mit den Dörfern Kriegenbrunn und Hüttendorf ein. Im 14. Jahrhundert umfasste sie noch rund 30 Orte. Nach der Abtrennung der Pfarreien Weisendorf (1358), Kairlindach (1379) und Hannberg (1505/11) blieben dem Sprengel außer Büchenbach mit Neumühle nur Alterlangen, Kosbach, Häusling und Steudach. Seit der Reformation übernahm der Pfarrer von Büchenbach die Seelsorge in den markgräflichen Nachbarorten links und rechts der Regnitz. 1784 wurde in der Erlanger Kernstadt die Herz Jesu als erste katholische Pfarrei der Hugenottenstadt gegründet. In diesem Zuge wurden die rechts der Regnitz gelegenen Gebiete von St. Xystus abgespalten. Nach dem Übergang zum Bistum Bamberg im Jahr 1807 war St. Xystus von 1827 bis 1937 Teil des Dekanats Herzogenaurach; seitdem gehört die Pfarrei dem damals neu gegründeten Dekanat Erlangen an.
Im Jahr 1920 wurde Alterlangen ausgepfarrt und zunächst der Pfarrei Herz Jesu angegliedert. 1964 wurde mit Gründung der Pfarrei St. Heinrich in Alterlangen auch das Gebiet der Stadtrandsiedlung ausgegliedert. Als Filialgemeinden entstanden 1969 St. Albertus Magnus in Frauenaurach und 1988 Zu den Heiligen Aposteln in Büchenbach-Nord. Letztere wurde im Jahr 1998 ausgepfarrt und zu einer eigenständigen Pfarrei erhoben.

### Baugeschichte
Der heutige, im Kern gotische Kirchenbau geht auf das 14. oder 15. Jahrhundert zurück. Dabei stellt der Chor den ältesten Bauteil dar. Das Patrozinium des heiligen Sixtus II. wurde erstmals im Jahr 1476 erwähnt. Das Langhaus entstand um die Mitte des 16. Jahrhunderts und wurde ab 1706 barockisiert. Zunächst wurde die den Innenraum dominierende Doppelempore auf der Nordseite eingezogen. 1723 wurde der gesamte Bau erhöht und der Innenraum durch den Einbau großzügiger Rundbogenfenster auf der Südseite erhellt. Der aufwändige Deckenstuck aus dem Jahr 1726 stammt von dem in Italien geborenen Künstler Donato Polli, der 1739 im protestantischen Nürnberg verstarb und im Kirchhof des katholischen Büchenbach (damals zum Hochstift Bamberg gehörend) bestattet wurde. Sein Epitaph, eine ovale Bronzeplatte mit seinem Wappen, gegossen von Matthias Bleul aus Nürnberg, ist bis heute erhalten.
Ab 1875 wurde der Innenraum durch Johann Baptist Wirth aus München neugotisch umgestaltet. Im Jahr 1937 wurde an der Westseite die sogenannte Beichtkapelle angebaut. 1966 fügte man südlich an den Chor einen eingeschossigen Flachbau an, der seither die Sakristei enthält. Nach dem Zweiten Vatikanischen Konzil wurde ein Volksaltar aufgestellt. Der Tabernakel wurde 1969 von dem in Erlangen geborenen Bildhauer Heinrich Kirchner geschaffen. Im Zuge einer Innenrenovierung in den Jahren 1993/94 kamen Ambo und Osterleuchter hinzu; im Jahr 2000 wurde der auferstandene Christus in der Mandorla von dem Bildhauer Max Walter aus dem Vasbühl in Unterfranken geschaffen.

## Beschreibung

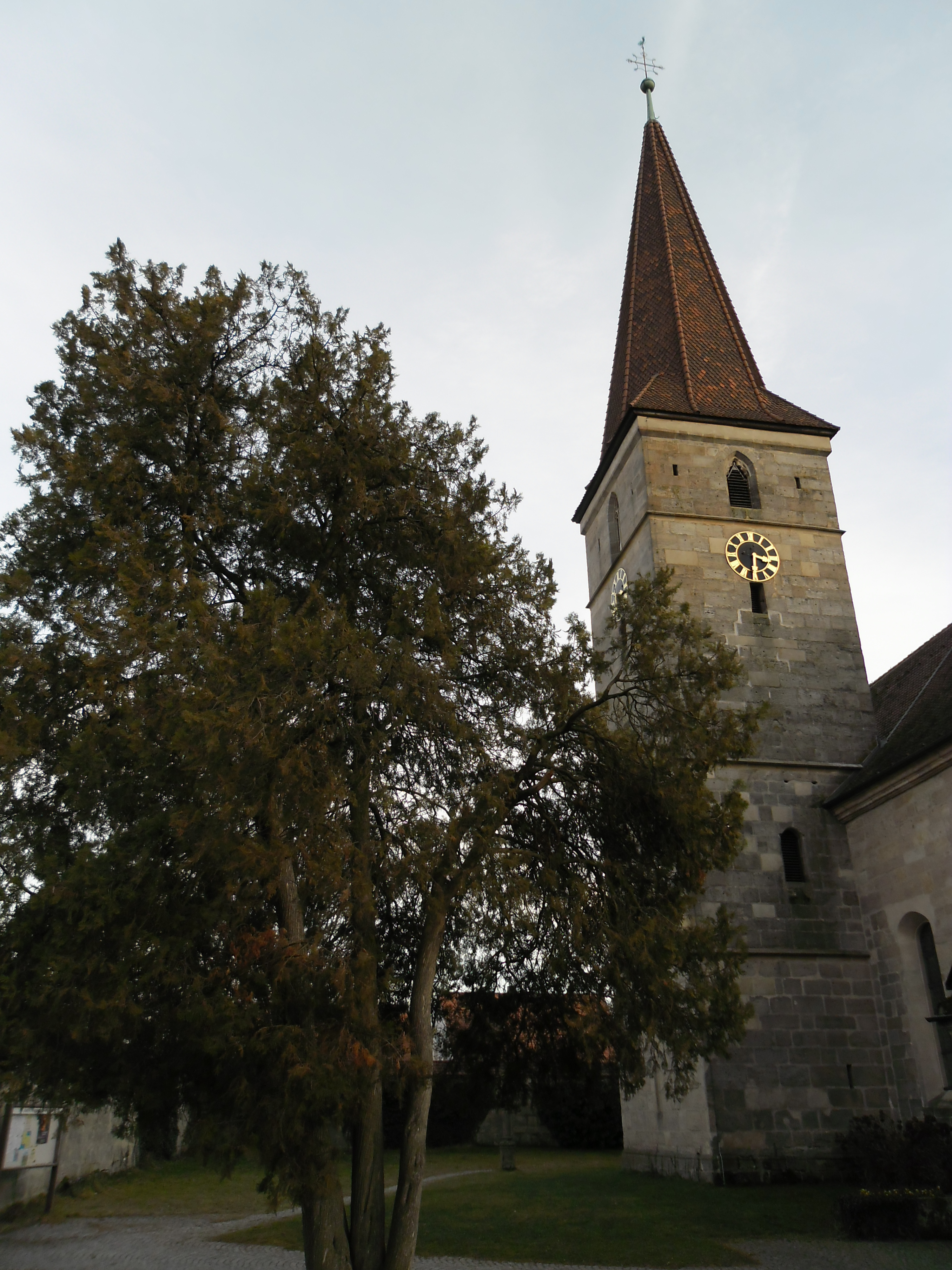
Viergeschossiger Turm mit achteckigem Pyramidenhelm

### Außenbau
Der nach Osten ausgerichtete, gotische Sandsteinbau ist als Saalkirche ausgeführt. Der dreijochige Chor mit Schluss in drei Achteckseiten enthält sechs zweibahnige Maßwerkfenster mit spitzbogigem Abschluss. Die Fensterachsen werden durch sieben in der Höhe einmal abgesetzten Strebepfeilern separiert. Südlich an den Chor wurde in den 1960er Jahren die eingeschossige Sakristei angebaut. Nördlich im Winkel zwischen Chor und Langhaus ist der 42 Meter hohe, viergeschossige Turm über quadratischem Grundriss angeordnet. Er besitzt einen achteckigen Pyramidenhelm und ein Turmkreuz aus dem 18. Jahrhundert. Im Turm befindet sich eine Glocke aus dem Jahr 1649, die im Jahr 1652 in den Turm von St. Xystus aufgezogen wurde und somit die älteste Glocke aller katholischen Kirchen Erlangens ist.
Langhaus und Chor sind unter einem gemeinsamen, auf der Westseite abgewalmten Satteldach vereinigt. Während die Nordwand des Langhauses nur ein Rundbogenfenster enthält, bezieht der Innenraum sein Licht maßgeblich aus den vier großzügigen Rundbogenfenstern der Südwand. An deren Stelle dürften bis zum Barockumbau im Jahr 1723 gotische Maßwerkfenster wie im Chor zu finden gewesen sein. Westlich an das Langhaus angefügt ist die 1937 erbaute Beichtkapelle, ein separater Baukörper mit abgewalmtem Dach und Rundbogenportal auf ihrer Südseite. An der Nordseite des Langhauses befindet sich eine schmale Vorhalle, die sich mittels dreier Rundbogenarkaden nach außen hin öffnet. Die zwei westlichen Arkaden wurden in jüngerer Zeit durch eine Verglasung verschlossen und bilden den Vorraum zu dem spitzbogigen Hauptportal. Die östliche Arkade ist nach wie vor offen und zeigt eine Ölberggruppe aus Sandstein, die im Jahr 1516 geschaffen wurde.

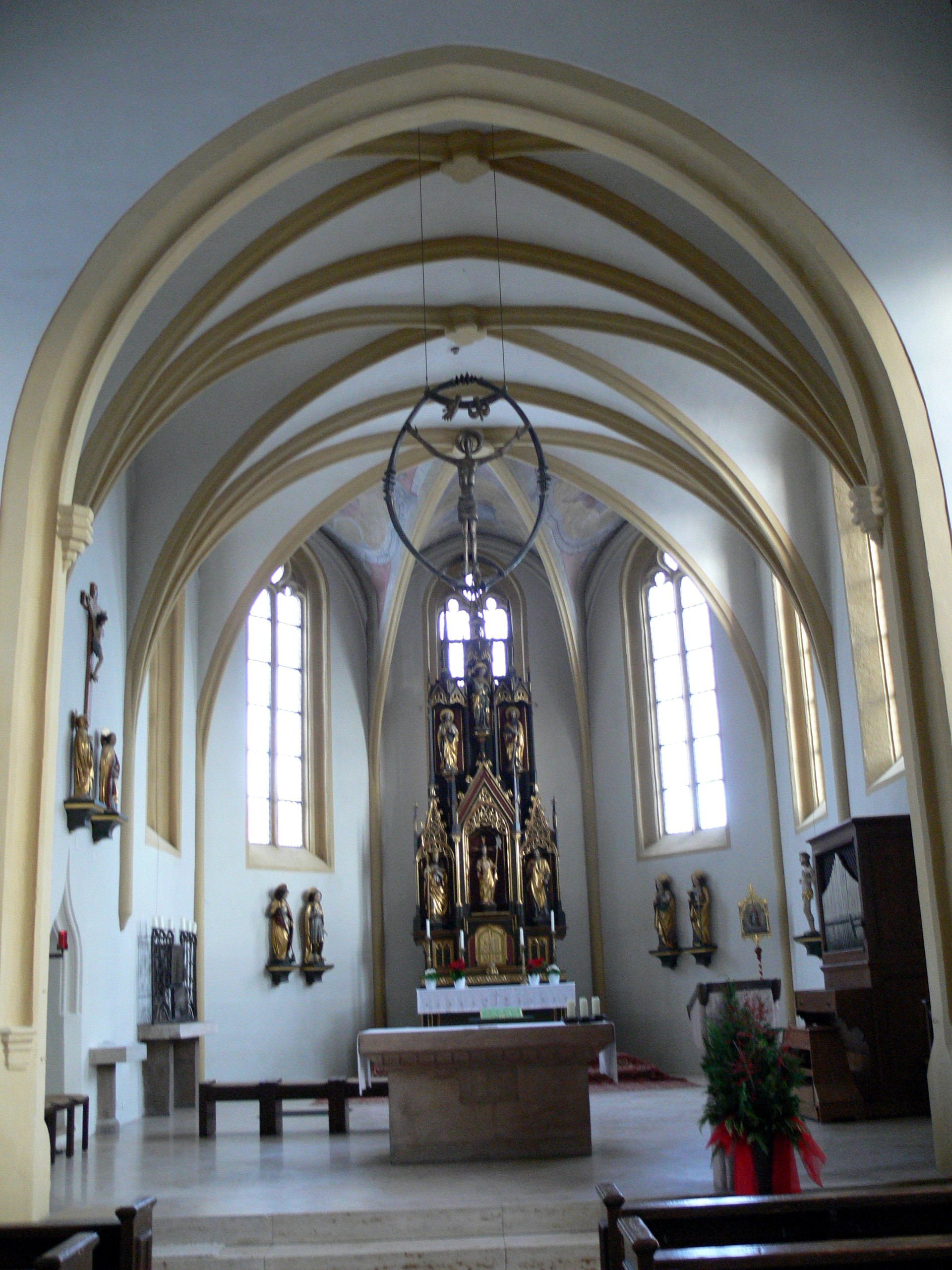
Blick in den gotischen Chor

### Innenraum
Der leicht eingezogene Chor wird von einem gotischen Kreuzrippengewölbe aus dem 15. Jahrhundert überspannt. Die birnstabförmigen Rippen entspringen aus halbrunden Wandvorlagen und sind in einem Ockerton getüncht, der sich deutlich von dem weißen Farbton der Gewölberücklagen abhebt. Die Schildbögen sind spitz, die Schlusssteine als Vierpassornamente ausgeführt. Der spitze Chorbogen, der beidseits eine Hohlkehle besitzt, vermittelt den Übergang zu dem barock umgestalteten Langhaus.
Dieses enthält seit 1723 eine Flachdecke mit Hohlkehle, die im Jahr 1726 von Donato Polli reich mit Stuckornamenten verziert wurde. Der Formenreichtum erstreckt sich von Bandwerk über Akanthusornamente, Blattgirlanden und Blumenvasen bis hin zu Engelsfiguren. Drei große, von geschwungenen Stuckrahmen begrenzte Felder zeigen Fresken mit Szenen aus dem Leben des Kirchenpatrons Sixtus, die im selben Jahr vom Nürnberger Stadtmaler Gebhardt geschaffen wurden. In dem großen Hauptbild in der Mitte ist dargestellt, wie der heilige Sixtus die Anbetung einer heidnischen Gottheit verweigert. Östlich davon ist die Enthauptung des heiligen Sixtus zu sehen, über der Westempore das Martyrium des heiligen Laurentius auf dem Gitterrost.
Das Langhaus wird von einer barocken Doppelempore aus Holz dominiert, wie sie häufiger in evangelischen Kirchen zu finden ist. Diese wurde im Jahr 1706 eingezogen und erstreckt sich entlang der Nord- und Westseite des Kirchenschiffs. Die Beichtkapelle, die ebenfalls mit Kirchengestühl ausgestattet ist, öffnet sich mittels eines Segmentbogens zum Kirchenschiff.
Bis auf einen gotischen Steinaltar im Turmuntergeschoss, der auf das 14. Jahrhundert datiert wird, und einige gotische Skulpturen aus der Zeit um 1500 ist die übrige Ausstattung neugotisch. Sie geht auf eine umfassende Regotisierung des Kirchenbaus ab 1875 zurück. Darunter sind besonders der Hochaltar, die farbig gefassten Kreuzwegtafeln, die als Reliefs ausgeführt sind, und verschiedene Heiligenfiguren hervorzuheben. Auch befinden sich in St. Xystus einige moderne Ausstattungsstücke. Neben Volksaltar, Ambo und Osterleuchter sind insbesondere der Tabernakel von Heinrich Kirchner aus dem Jahr 1969 sowie der auferstandene Christus in der Mandorla von Max Walter aus dem Jahr 2000 erwähnenswert. Letzterer ist anstelle eines Chorbogenkreuzes angebracht.

### Orgeln

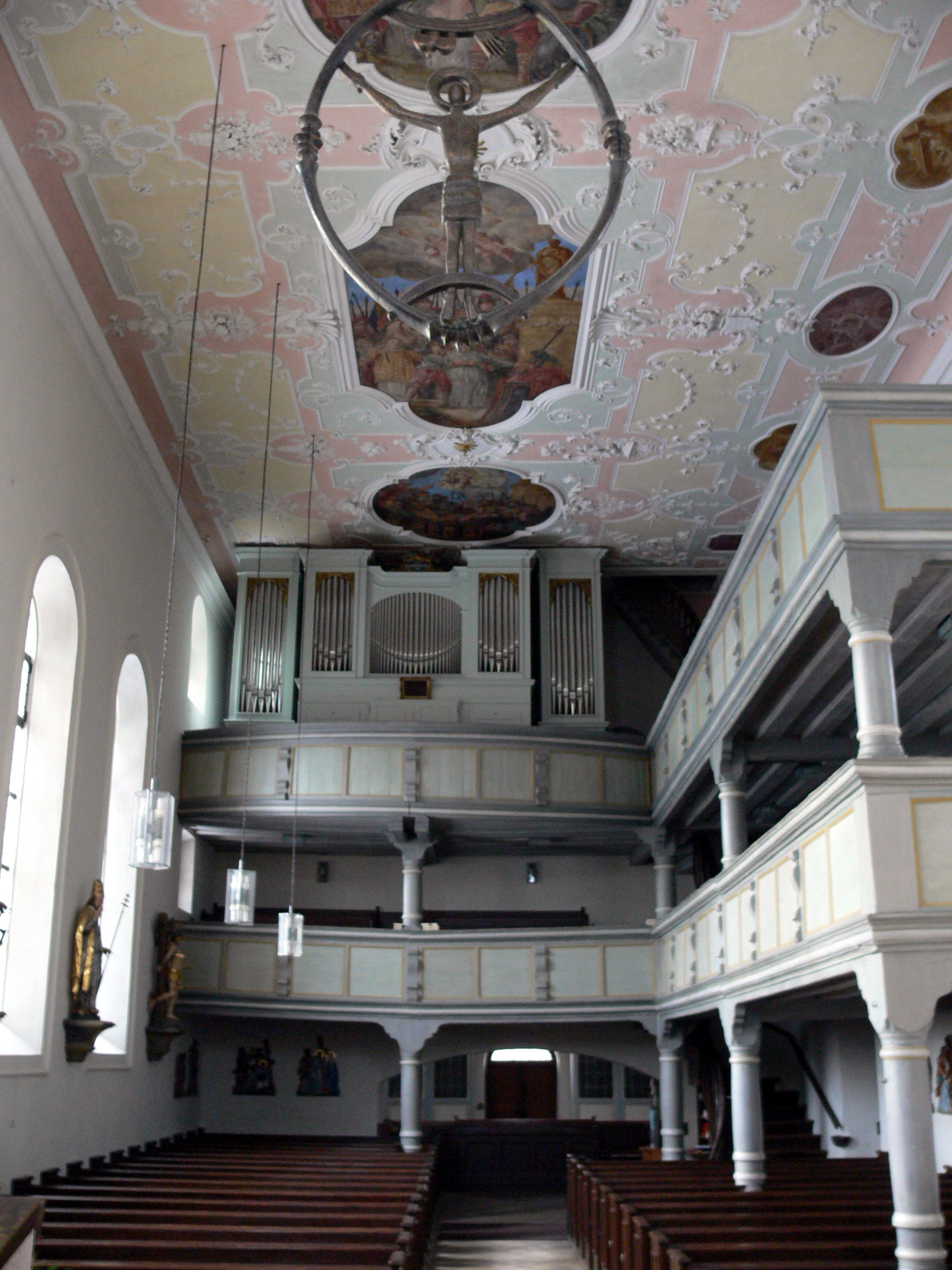
Blick zur Hauptorgel

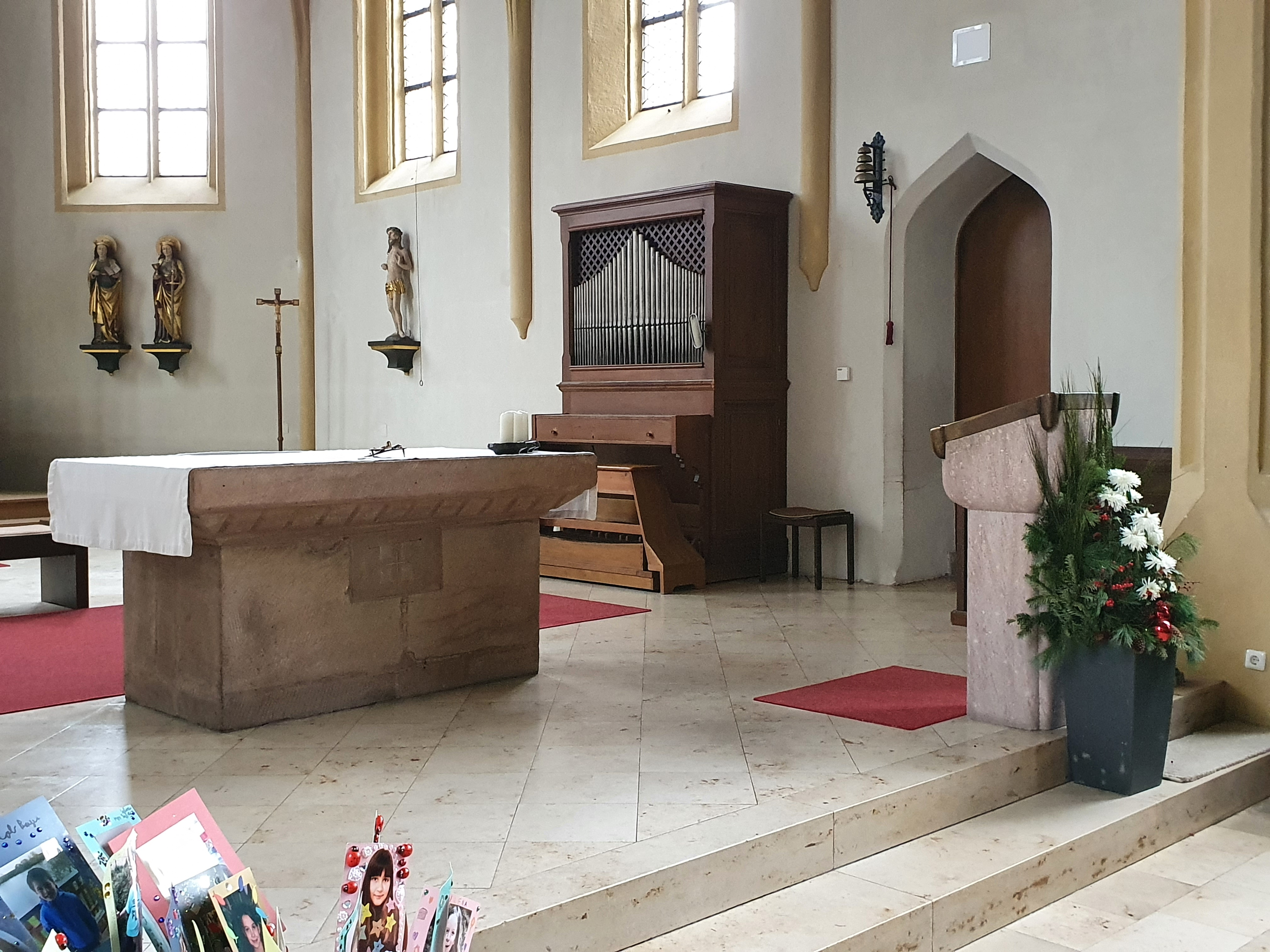
Chorraum mit Chororgel

Die Hauptorgel von St. Xystus wurde 2005 von dem elsässischen Orgelbauer Gaston Kern geschaffen und am 18. Juni desselben Jahres geweiht. Sie umfasst insgesamt 25 klingende Register auf zwei Manualen und Pedal. Die Disposition lautet wie folgt:
| I Hauptwerk C–g3 |                  |       |
| 1.               | Bourdon          | 16′   |
| 2.               | Principal        | 8′    |
| 3.               | Bourdon          | 8′    |
| 4.               | Gamba            | 8′    |
| 5.               | Prestant         | 4′    |
| 6.               | Flöte            | 4′    |
| 7.               | Octav            | 2′    |
| 8.               | Mixtur IV 0      | 1 ⁄3′ |
| 9.               | Cornet V (ab f0) | 8′    |
| 10.              | Trompete         | 8′    |

| II Schwellwerk C–g3 |                        |       |
| 11.                 | Holzflöte              | 8′    |
| 12.                 | Salicional             | 8′    |
| 13.                 | Schwebung              | 8′    |
| 14.                 | Rohrflöte              | 4′    |
| 15.                 | Salicet                | 4′    |
| 16.                 | Nazard (Vorab Nr. 17)  | 2 ⁄3′ |
| 17.                 | Sesquialtera II        | 2 ⁄3′ |
| 18.                 | Doublette              | 2′    |
| 19.                 | Sifflet (Vorab Nr. 20) | 1′    |
| 20.                 | Larigot II             | 1 ⁄3′ |
| 21.                 | Trompete               | 8′    |
| 22.                 | Basson Hautbois        | 8′    |
| 23.                 | Vox humana             | 8′    |
|                     | Tremblant doux         |       |

| Pedal C–f1 |           |     |
| 24.        | Subbaß    | 16′ |
| 25.        | Oktavbaß  | 8′  |
| 26.        | Prinzipal | 4′  |
| 27.        | Posaune   | 16′ |

- Koppeln: II/I, I/P, II/P
- Spielhilfe: Plenotritt

Die Chororgel mit fünf Registern auf einem Manual und fest angekoppeltem Pedal wurde im Jahr 1975 von Ludwig Eisenbarth aus Passau erbaut.

## Bildergalerie
Deckenfresken

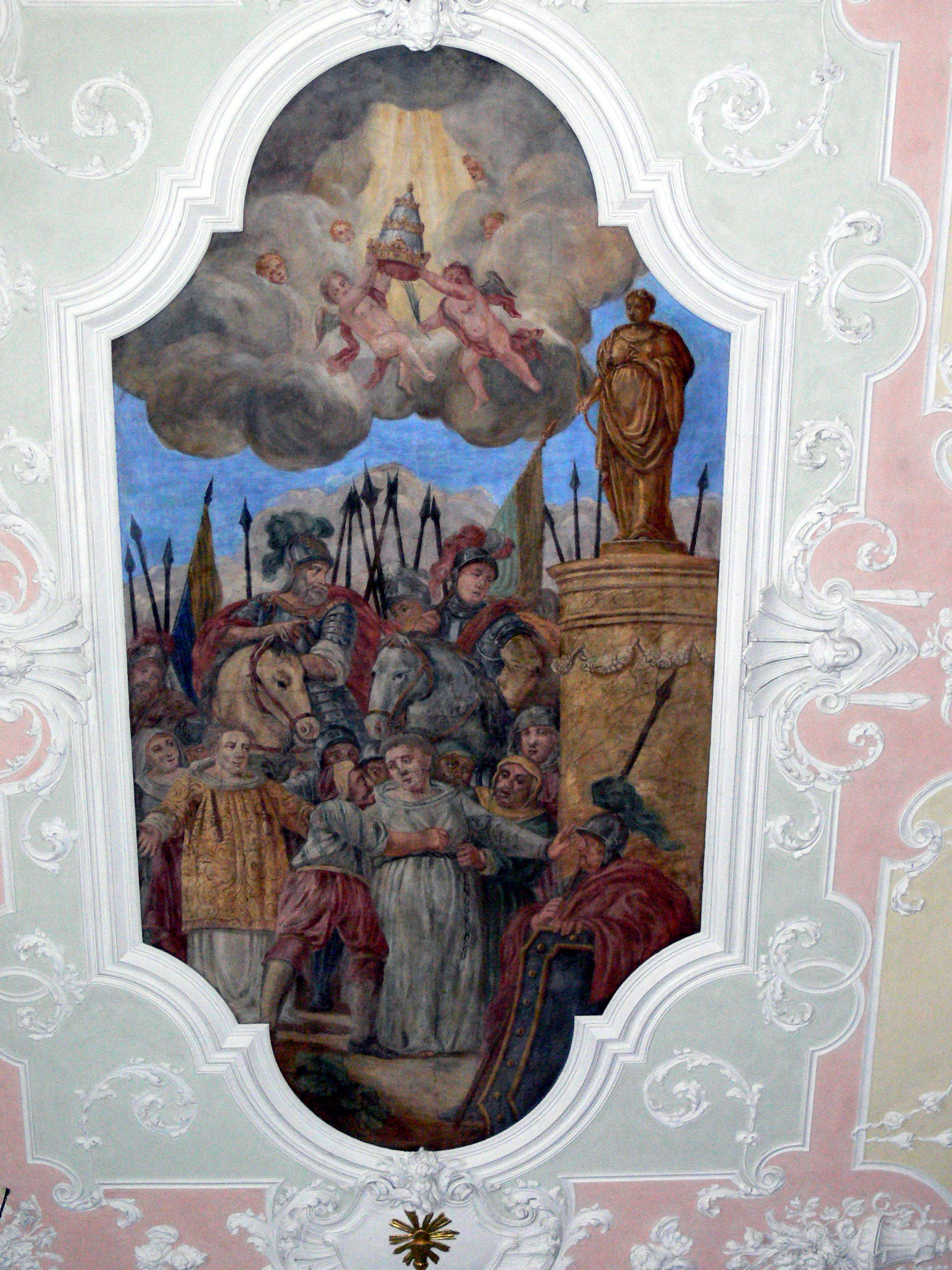
Der heilige Sixtus verweigert die Anbetung einer heidnischen Gottheit
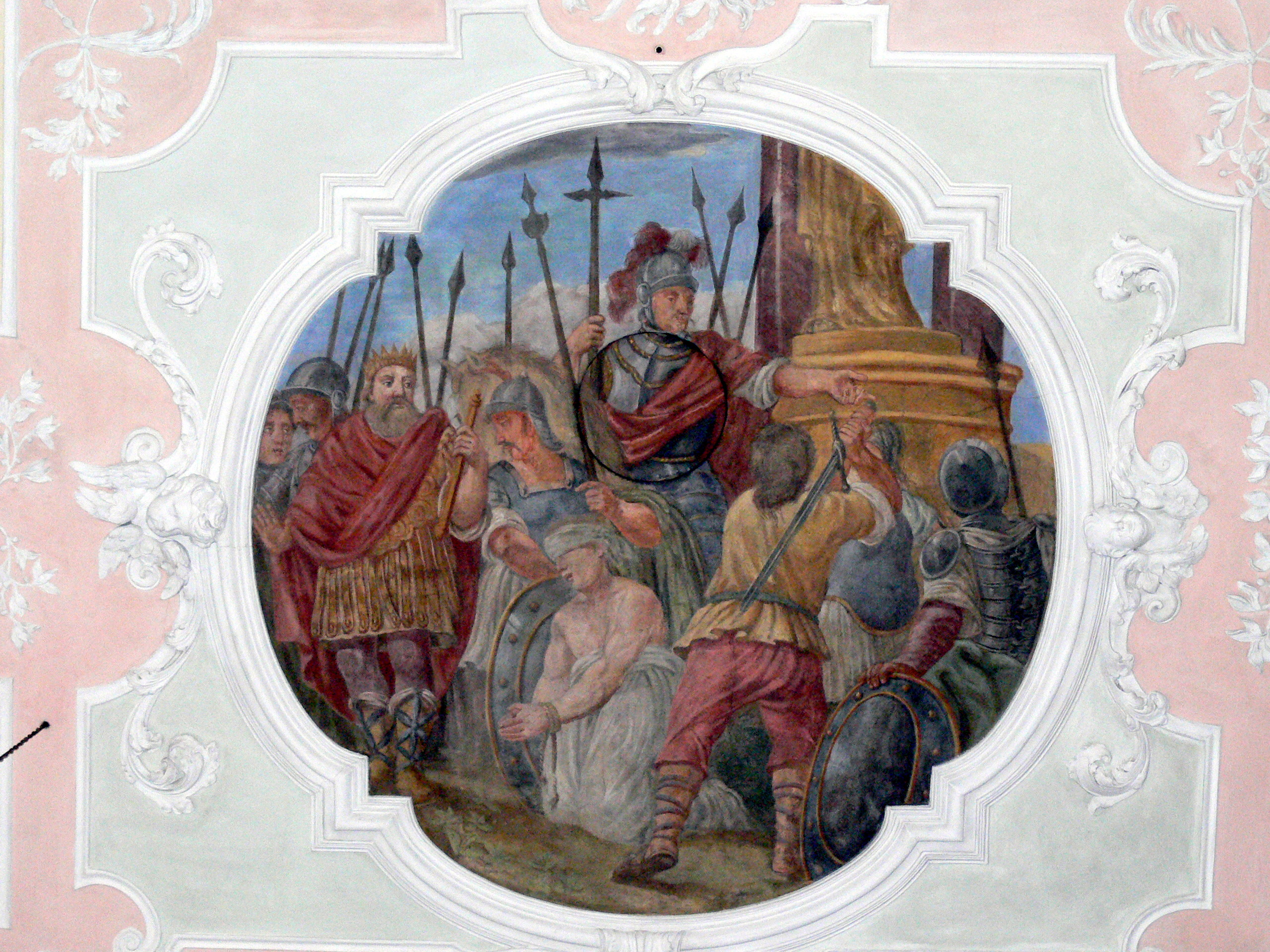
Der heilige Sixtus wird geköpft
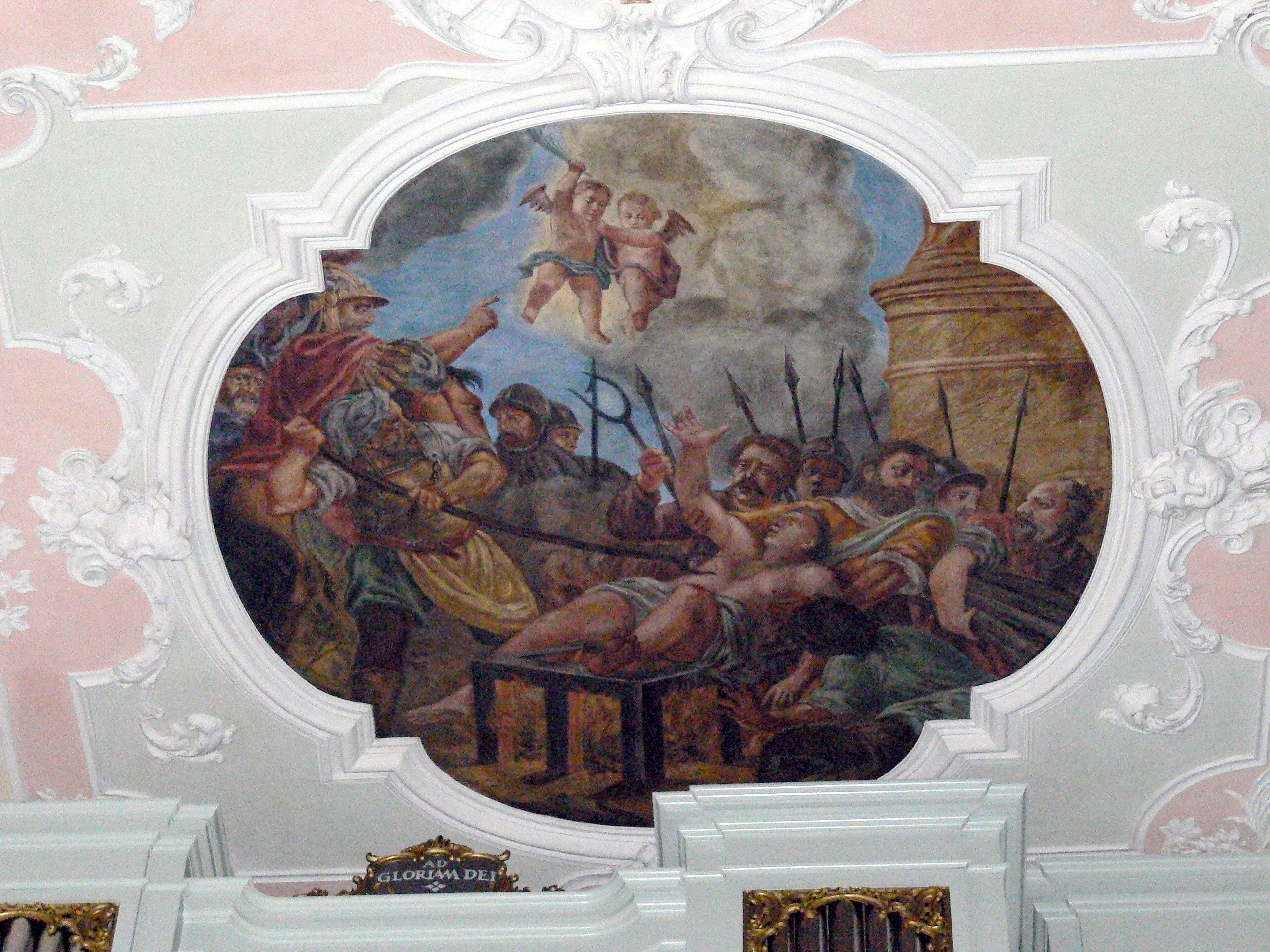
Das Martyrium des heiligen Laurentius

Weitere Bilder

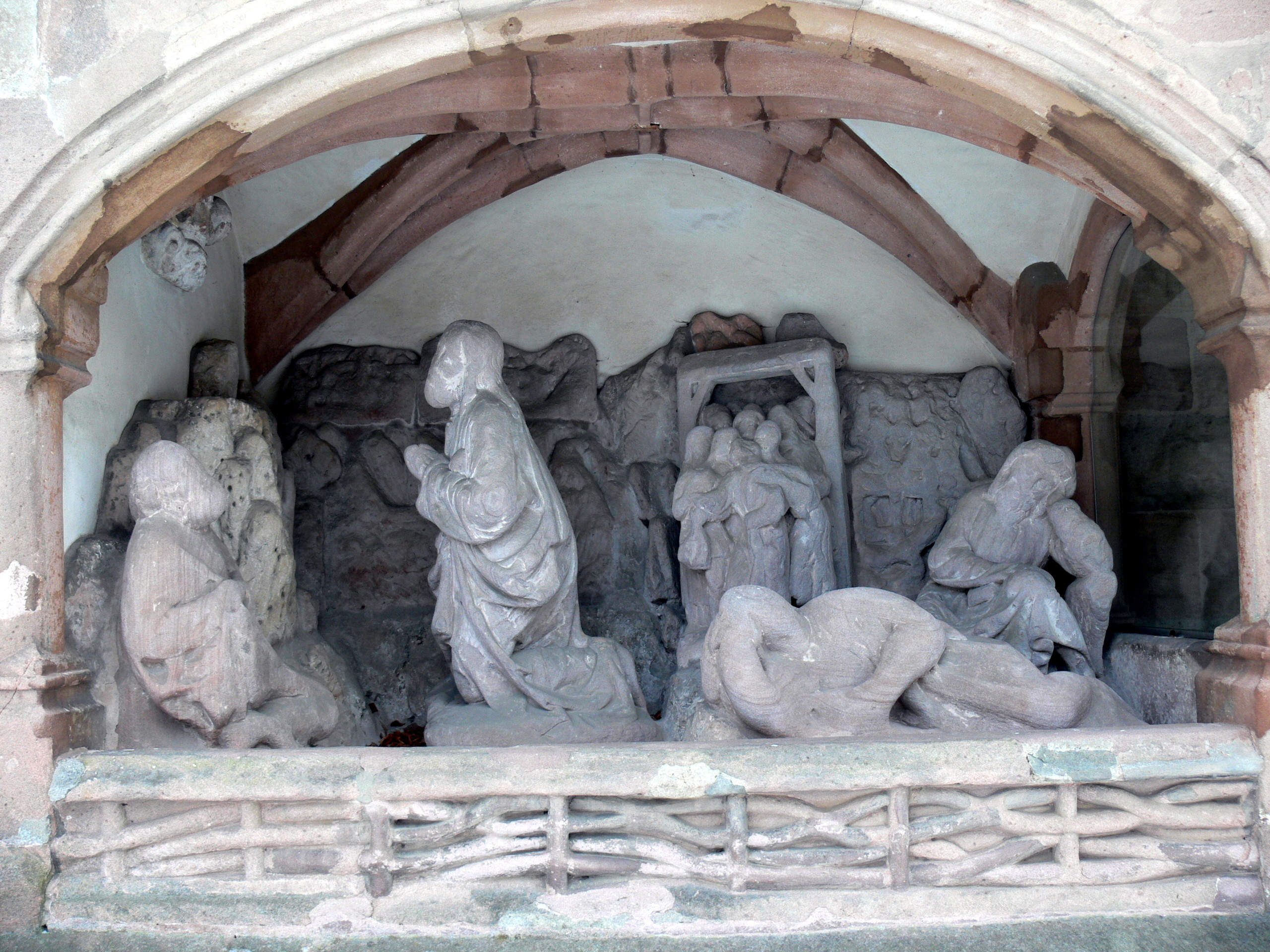
Ölberggruppe aus Sandstein (1516)
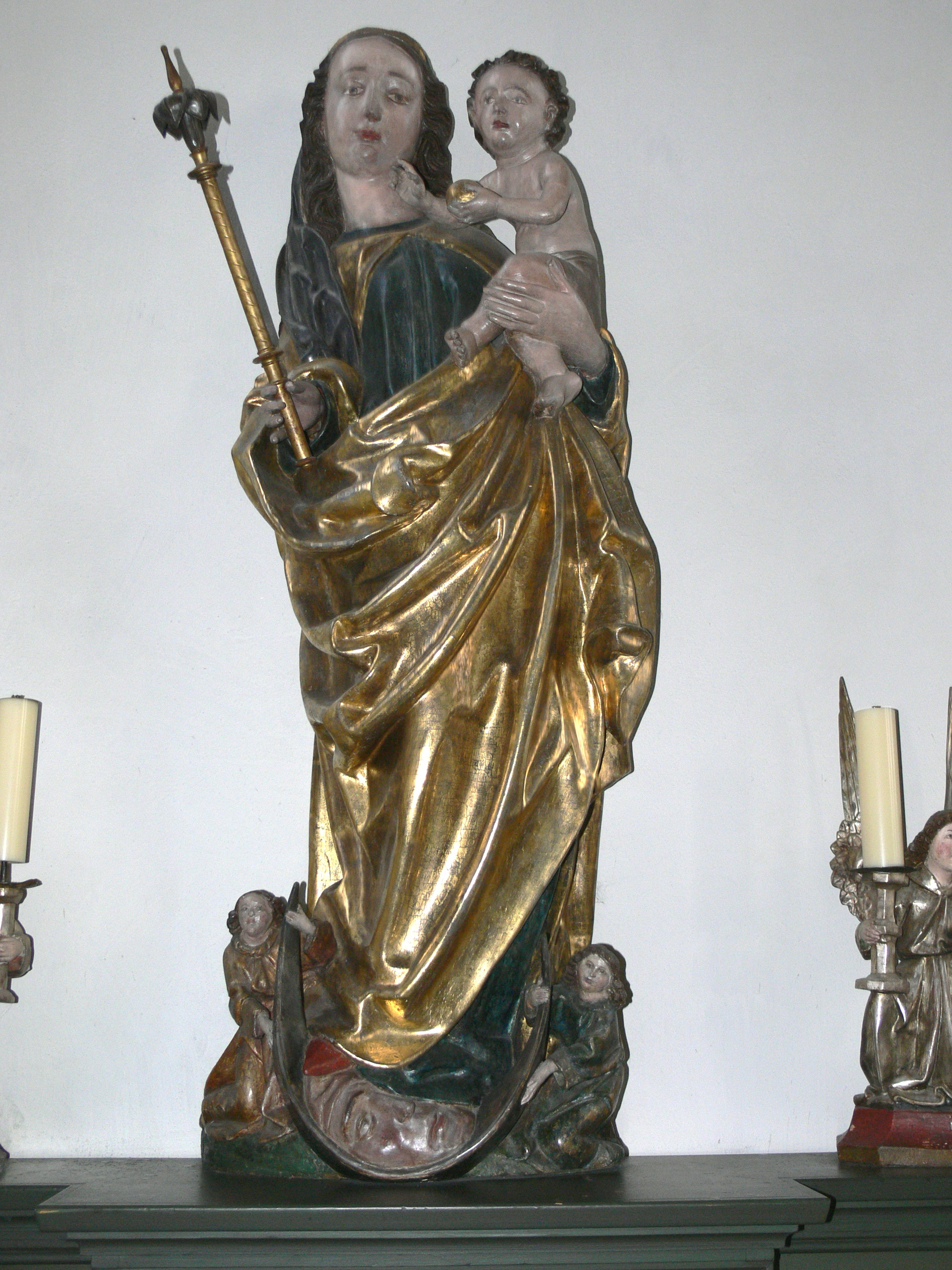
Spätgotische Mondsichelmadonna mit Kind (um 1500)
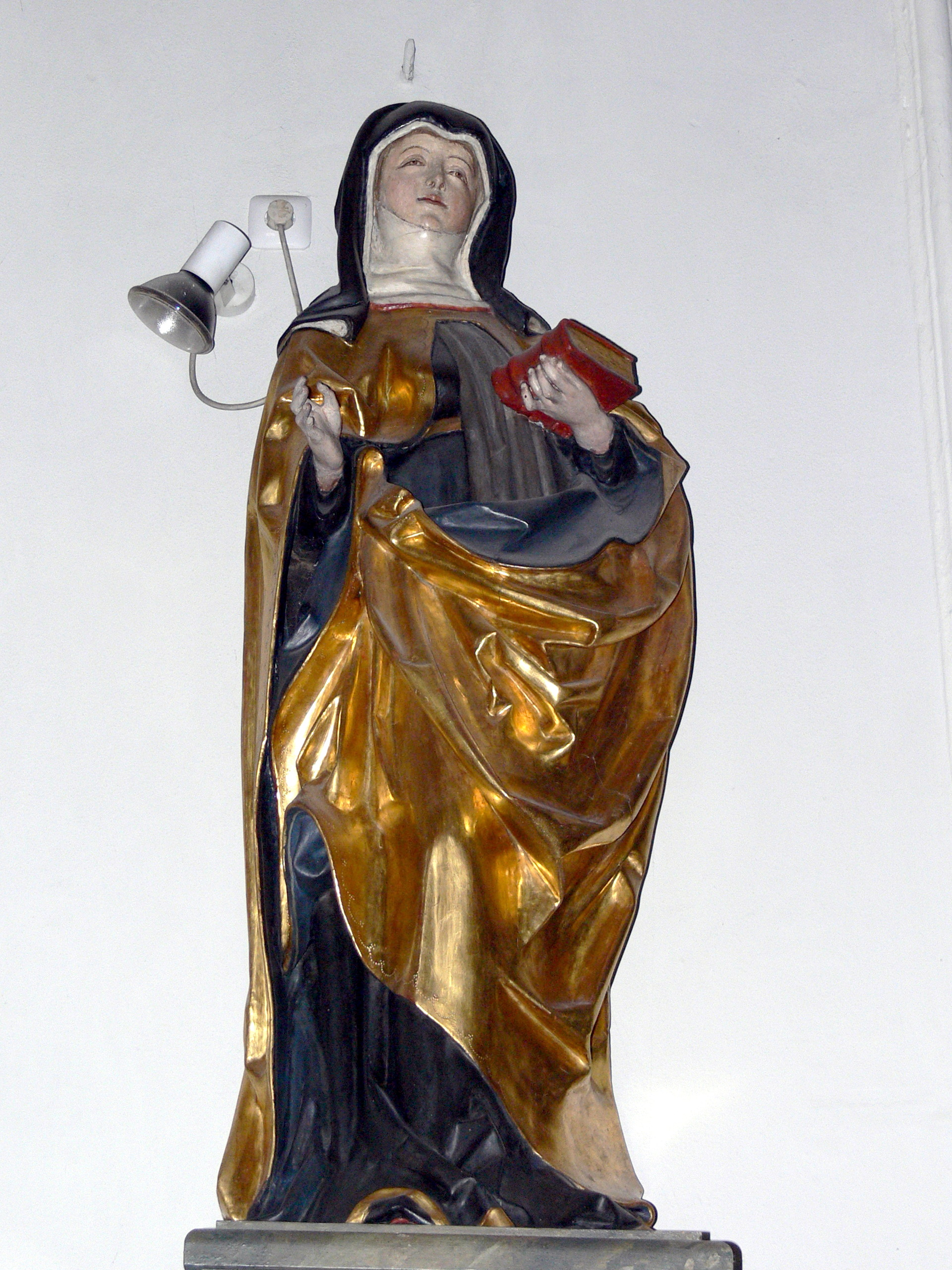
Figur der hl. Walburga (um 1720)
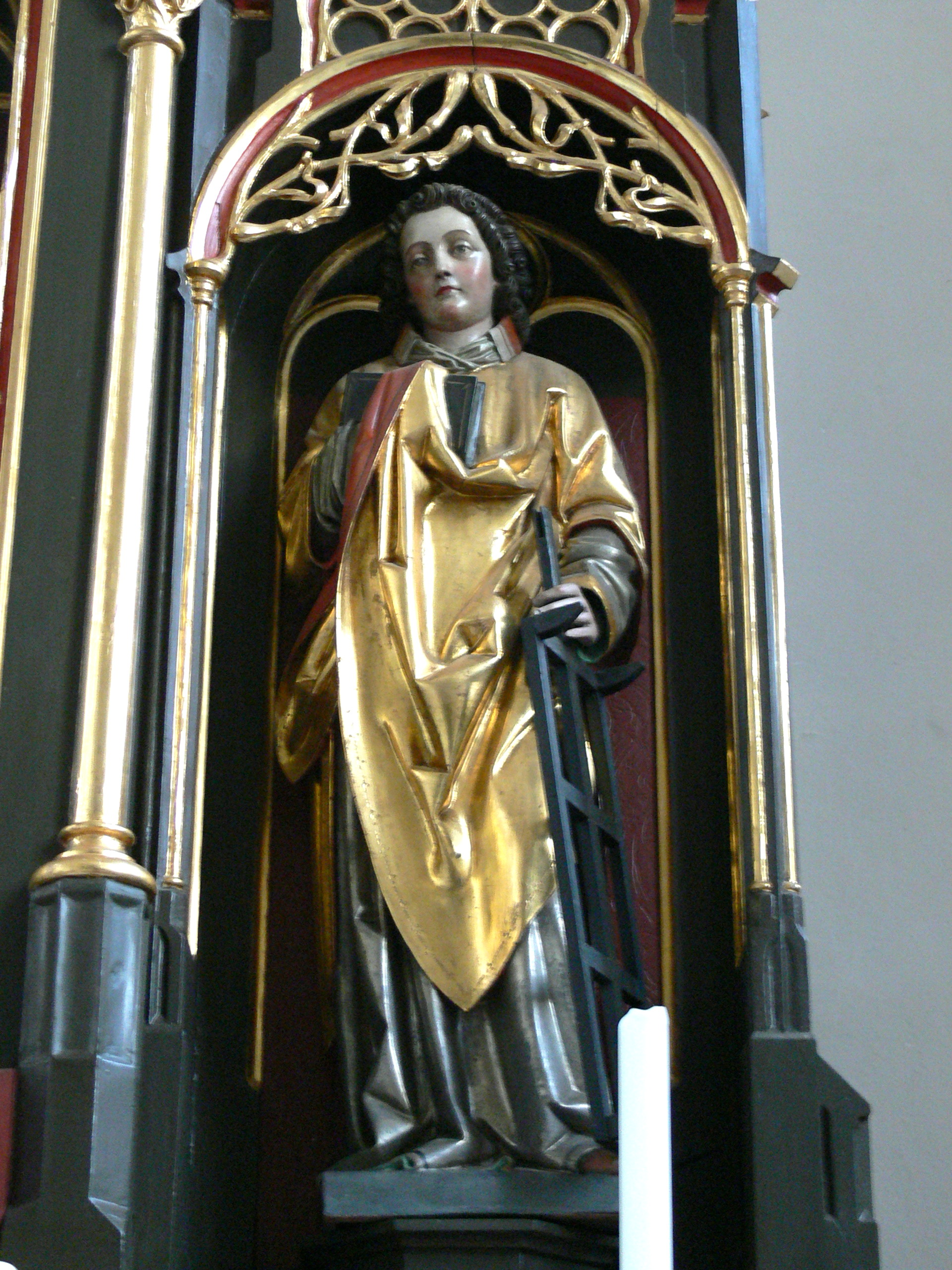
Figur des hl. Laurentius (1875) am Hochaltar